# Eurytoma laxitas
Eurytoma laxitas är en stekelart som beskrevs av Bugbee 1941. Eurytoma laxitas ingår i släktet Eurytoma och familjen kragglanssteklar. Inga underarter finns listade i Catalogue of Life.